# Марі-Луїз Колейро Прека
Марі-Луїз Колейро Прека (мальт. Marie-Louise Coleiro Preca, нар. 7 грудня 1958, Кормі) — мальтійська політик-лейборист, президент Мальти з 4 квітня 2014 по 4 квітня 2019 року.

## Життєпис
Марі-Луїз Колейро Прека народилася в центрі острова Мальта (тоді ще британської колонії) в місті Кормі наприкінці 1958 року. Закінчила Мальтійський університет за спеціальністю «юридичні та гуманітарні науки».
У Лейбористській партії Мальти, Колейро Прека служила членом Національного виконкому, помічником Генерального секретаря та Генеральним секретарем партії (1982—1991). Вона була єдиною жінкою, яка посідала таку високу посаду у мальтійській політичній партії. На додаток до цього вона також обіймала посаду члена Національного бюро Соціалістичної молоді (нині Молодіжний форум праці), Президента жіночої частини партії (1996—2001 роки), члена-засновника Фонду Guze Ellul Mercer та видавця щотижневої газети партії «Іл-Ħelsien» (нині неіснуючої).
Була депутатом Парламенту Мальти в 1998—2014 роках. В березні 2013 року ввійшла в уряд Джозефа Муската як міністр у справах сім'ї та соціальної солідарності. На початку березня 2014 року прем'єр-міністр країни рекомендував її на пост президента Мальти, і незабаром вона була затверджена на цій посаді. 4 квітня новий президент вступила на посаду.

## Факти
- Марі-Луїз Колейро Прека стала другою жінкою президентом Мальти після Агати Барбари.
- Марі-Луїз Колейро Прека є наймолодшим президентом Мальти[2].

## Нагороди
- Кавалер Національного Ордену Заслуг (Мальта).
- Орден князя Ярослава Мудрого I ст. (Україна, 15 травня 2017) — за визначний особистий внесок у розвиток українсько-мальтійських міждержавних відносин[3]